# Бухау (абатство)
48°04′03″ пн. ш. 9°36′42″ сх. д. / 48.0675° пн. ш. 9.6116° сх. д.
Абатство Бухау або Імперське абатство Бухау (нім. Reichsstift Buchau) — колегіальне згромадження регулярних каноників у Бад-Бухау (Баден-Вюртемберг, Німеччина).

## Історія монастира

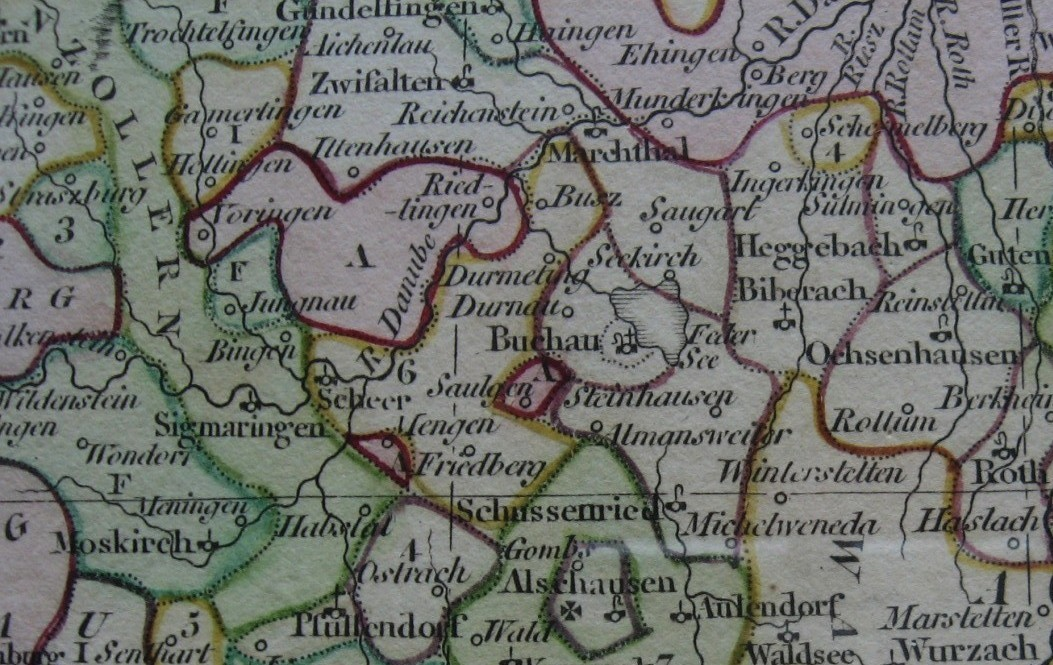

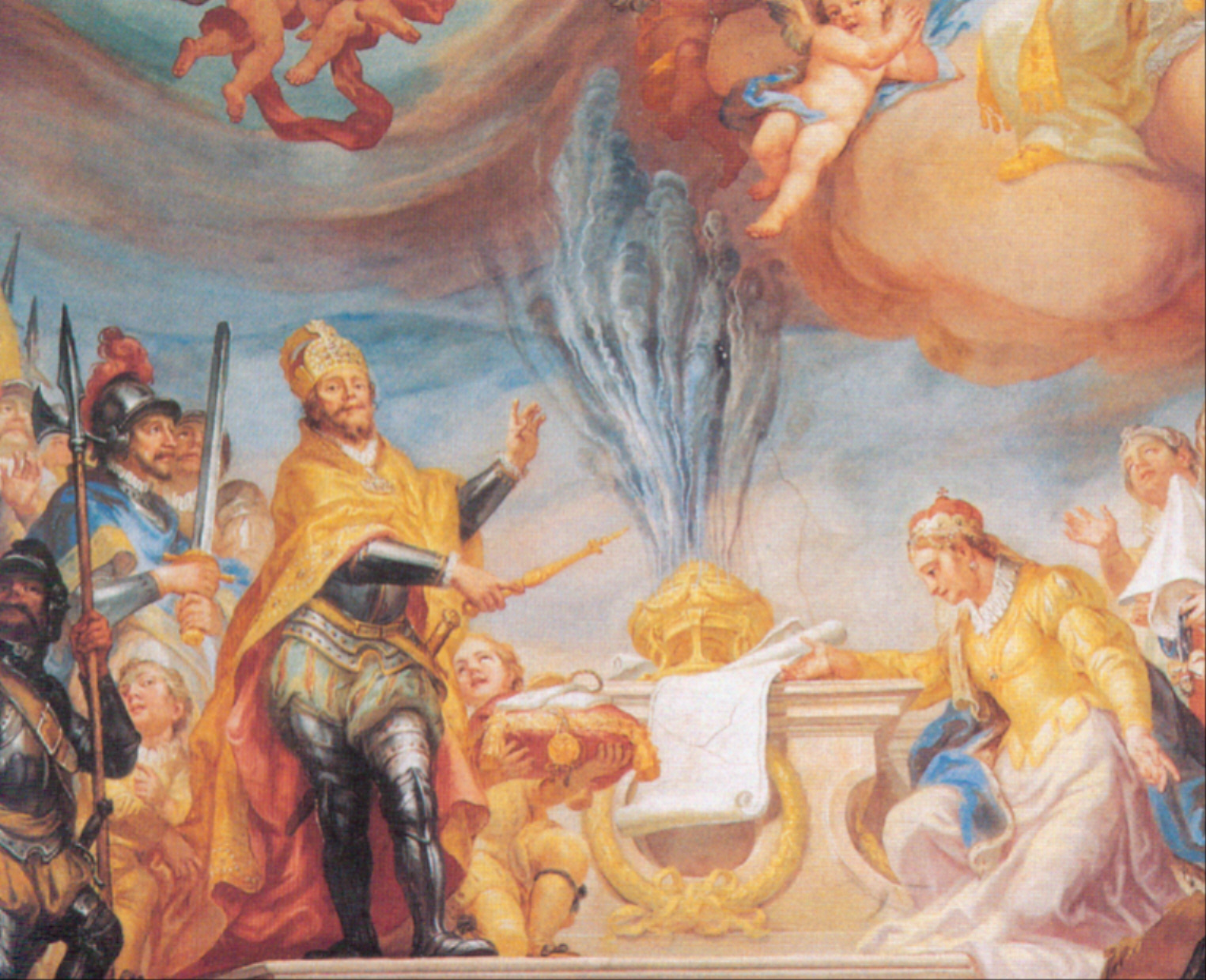

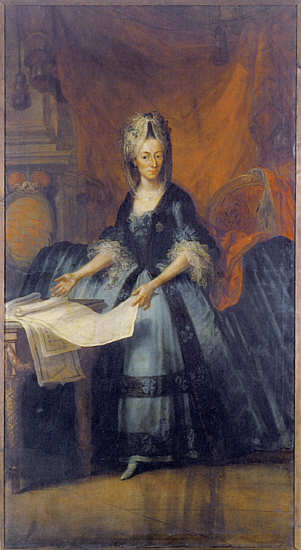

Згідно з легендою монастир був заснований бл. 770 року на острові озера Федерзеє франкським графом Варіном та його дружиною Аделіндіс (що все ще згадується відзначенням місцевого свята Аделіндісфест (Adelindisfest)). Людовик Благочестивий 819 року подарував цьому жіночому монастирю майно у Саулґау та Менґені, що мало забезпечити економічну стабільність абатства. 857 року Людовик II Німецький проголосив його приватним релігійним домом імператорської родини і призначив на посаду абатиси свою дочку Ірмінґарду (пом. 16 липня 866).
У ХІІІ столітті воно вважалося притулком августинських каноників, але пізніше стало згромадженням канонис зі шляхетних родин Швабії. 1347 року абатство отримало статус «reichsunmittelbar» (прямого підпорядкування імператору), і його абатиса була піднесена до рангу княгині-абатиси.
1415 року абатство стало світським. Воно змогло збільшити свою власність створивши невеличку територію. 1625 року феодальна сеньйорія Страссберґ повернулась у підпорядкування абатству Бухау.
Під час секуляризації 1803 року майно абатства перейшло у власність Турн-і-Таксису, а разом із його медіатизацією 1806 року попало до рук Вюртембергу, окрім сеньйорії Страссберґ, що перейшла до Гогенцоллерн-Зіґмарінґену.
Абатська церква святих Корнелія та Кіпріана була побудована на місці колишньої готичної церкви між 1774 та 1776 роками архітектором П'єром Мішелем д'Ікснаром і є одним із першим зразків неокласичного стилю у Південній Німеччині. Її прикрашають скульптури Йоганна Йозефа Крістіана.